# Elisabethiella articulata
Elisabethiella articulata is een vliesvleugelig insect uit de familie vijgenwespen (Agaonidae). De wetenschappelijke naam is voor het eerst geldig gepubliceerd in 1959 door Joseph.